# Jordanië en de Europese Unie
De relaties tussen Jordanië en de Europese Unie gaan terug tot 24 november 1997 toen een associatieovereenkomst tussen de Europese Unie en Jordanië werd gesloten, welke in 2002 in werking trad.
Associatieovereenkomsten hebben als doel betere economische en politieke samenwerking. De EU is Jordaniës belangrijkste handelspartner. In 2017 exporteerde Jordanië goederen ter waarde van 239 miljoen dollar naar de EU-landen en importeerde het uit die landen goederen ter waarde van 4,5 miljard.
In november 1995 werd in Barcelona een conferentie gehouden tussen de ministers van Buitenlandse zaken van de Europese Unie enerzijds en Algerije, Cyprus, Egypte, Israël, Jordanië, Libanon, Malta, Marokko, Mauritanië, Syrië, Tunesië, Turkije en de Palestijnse Autoriteit deelnamen. Ook de Arabische Liga en de Unie van de Arabische Maghreb waren uitgenodigd de conferentie bij te wonen. Dit resulteerde in de periode tussen 1998 en 2005 in acht Euro-mediterrane Associatieovereenkomsten (EMA), waaronder de overeenkomst met Jordanië, die in 2002 werd gesloten. Associatieovereenkomsten die de EU met landen afsluit moeten, net als wat erin wordt afgesproken, gebaseerd zijn op respect voor de mensenrechten en op democratische beginselen. Hun interne en buitenlandse politiek moet hierdoor geleid worden.
In 2008 werden de Euro-mediterrane Associatieovereenkomsten uitgebreid en werd de Unie voor het Middellandse Zeegebied opgericht, waarvan alle staten rond de Middellandse Zee, inclusief Jordanië, lid zijn.
In het kader van het European Neighborhood Policy (ENP) Action Plan heeft Jordanië sinds 2010 een advanced status in de betrekkingen met de Europese Unie, dat erop gericht is op om democratische hervormingen in het van oudsher autoritair geregeerde Jordanië te stimuleren.